# San Agustín (Kolumbia)

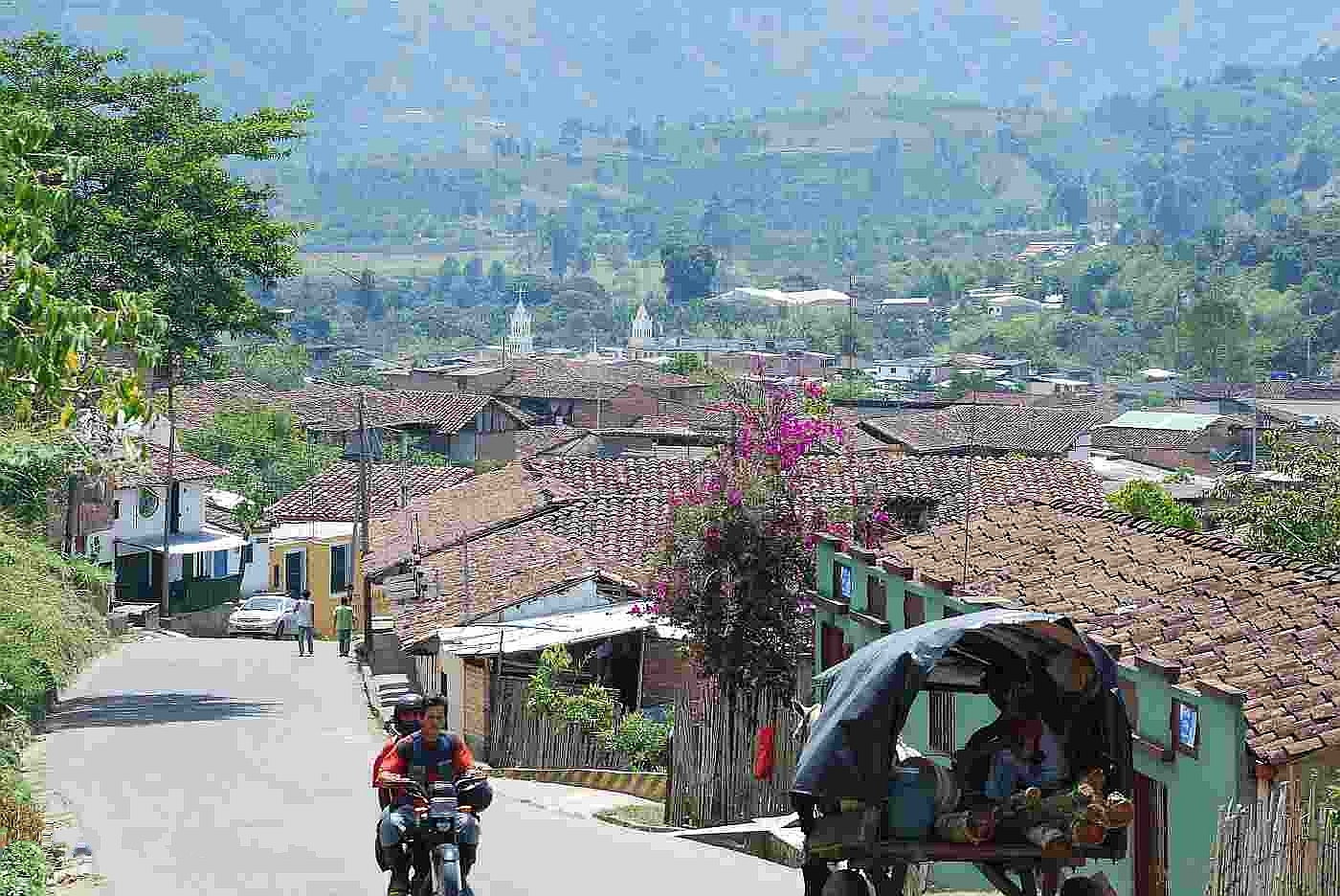
San Agustín, zdjęcie Sascha Grabow

San Agustín – miejscowość i park archeologiczny w południowej Kolumbii w departamencie Huila, a także nazwa kultury indiańskiej z okresu przedklasycznego, rozwijającej się od około 500 p.n.e. do 500 n.e. (ewentualnie nawet do 1500 n.e.) lub, według innego datowania, między 100 a 1200 n.e.. 
W 1995 roku stanowisko archeologiczne w San Agustín wpisano na listę światowego dziedzictwa UNESCO.

## Park archeologiczny
W San Agustín zachowały się liczne kurhany ziemne oraz duża liczba kamiennych posągów wyrzeźbionych ze skał wulkanicznych, posągów niespotykanych w innych miejscach kraju. Kurhany zostały usypane nad niedużymi, prostokątnymi konstrukcjami z kamienia, uważanymi za miejsca kultu („kaplice”) i groby. Charakterystyczne są duże figury ludzkie z wystającym kłami, często z wizerunkiem innej postaci na głowie. Niektóre z tych figur były umieszczone w grobach, inne stanowiły ozdobne podparcie dla konstrukcji, jeszcze inne, jak się sądzi, wyobrażały bóstwa i dlatego ten rodzaj posągów był umieszczany centralnie w miejscach kultu. Posągi sięgały do 4 m wysokości i osiągały wagę do kilkunastu ton. W pobliżu źródeł i strumieni w San Agustín odkryto też reliefy twarzy ludzkich i zwierząt wodnych.
W 1995 stanowisko archeologiczne w San Agustín wpisano na listę światowego dziedzictwa UNESCO.